# Blechnum integripinnulum
Blechnum integripinnulum là một loài thực vật có mạch trong họ Blechnaceae. Loài này được Hayata mô tả khoa học đầu tiên năm 1914.